# Ruanes
Ruanes (extremadurai nyelven Ruanis) település Spanyolországban, Cáceres tartományban. Ruanes Santa Ana, Salvatierra de Santiago, Plasenzuela és Trujillo községekkel határos. Lakosainak száma 81 fő (2024).

## Népesség
A település népessége az elmúlt években az alábbi módon változott:
| Lakosok száma | 107  | 84   | 70   | 68   | 62   | 67   | 70   | 83   | 86   | 81   |
|               | 2001 | 2004 | 2006 | 2009 | 2011 | 2014 | 2016 | 2019 | 2021 | 2024 |